# PPP1R17
PPP1R17‏ (Protein phosphatase 1 regulatory subunit 17) هوَ بروتين يُشَفر بواسطة جين PPP1R17 في الإنسان.